# 卡拉曼侯國
卡拉曼侯國，或譯為尕勒莽侯國（土耳其語：Karamanoğulları Beyliği），是建立於安那托利亞地區眾多安纳托利亚侯国的其中一個，卡拉曼人信奉伊斯兰教，是當時最強大的突厥人政權之一，卡拉曼的國土大致位於現今土耳其中南部的卡拉曼省一帶，卡拉曼侯國建立於13世紀中葉，直到1487年才遭到鄂圖曼帝國滅亡。

## 歷史
卡拉曼人的血統可追溯到他們的始祖霍加·薩德·阿爾丁（Hodja Sad al-Din）與其子努爾·蘇非貝伊，他們是來自烏古斯突厥人中撒鲁尔部落的一員，亦有說法認為他們是阿夫沙尔部族的成員，由於蒙古帝国的入侵，使卡拉曼人在1230年左右被迫從原本生活的高加索阿蘭地區（大致位於今日的亞塞拜然一帶）逃難至錫瓦斯，以躲避蒙古大軍征服的浪潮。
西遷到安那托利亞地區的卡拉曼部族，曾參與巴巴·伊沙克所領導的巴巴起義，隨後卡拉曼人再度移居至托魯斯山脈西部的拉蘭達附近定居，並開始為塞爾柱王朝效力，努爾·蘇非後來成為一名樵夫，依靠販賣木材維生。13世紀中葉，努爾·蘇非的兒子卡拉曼貝伊在奇里乞亚的山區建立起自己微小的勢力範圍。
卡拉曼贝伊在日後的生涯中，主要針對信奉基督教的奇里乞亚亚美尼亚王国展開軍事行動，他多次率領部隊隨同塞爾柱人與亚美尼亚人的軍隊交戰，亞美尼亞的國王海屯一世為了保護自己的王國不受馬穆魯克王朝以及塞尔柱帝国的侵略，因此不得不向伊兒汗國宣誓效忠，希望藉由蒙古人的軍事力量抵禦穆斯林的攻擊。
此時原先統治安納托利亞地區的魯姆蘇丹國（塞爾柱帝國的分支政權），在凱霍斯魯二世去世後，他的兒子基利傑阿爾斯蘭四世與凱考斯二世間爆發繼承糾紛，趁著魯姆蘇丹國陷入內亂的機會，許多位於邊境地區的部落領袖紛紛趁勢脫離塞爾柱人的掌控。其中凱考斯獲得卡拉曼貝伊的支持，而基利傑阿爾斯蘭背後則有蒙古人與佩瓦內（魯姆蘇丹國真正的掌權者）勢力的撐腰。
在1256年，蒙古帝國位於波斯地區的元帥拜住，雖因未能幫伊兒汗國征服新的領土而被解職，但他仍繼續擔任將軍的職位，並於同年率軍攻打未準時向伊兒汗國繳納貢金的魯姆蘇丹國，魯姆蘇丹國的蘇丹凱考斯二世遭到拜住指揮的蒙古軍隊擊敗，因而被迫流亡到拜占庭帝国，隨著王位競爭對手的消失，基利傑阿爾斯蘭四世幾乎除掉了所有的敵對的貝伊和埃米爾，為了攏絡卡拉曼貝伊以及贏取他的支持，基利傑阿爾斯蘭將拉蘭達（為了紀念卡拉曼貝伊的功績，拉蘭達日後改名為卡拉曼）以及埃爾梅內克賜予卡拉曼貝伊作為封地，除此之外，卡拉曼貝伊的兄弟布索茲（Bunsuz）同時也成為基利傑阿爾斯蘭四世身邊的宮廷侍衛。卡拉曼貝伊統一了居住在奇里乞亞山區的土庫曼部族，其勢力開始日漸增強。
塞爾柱王朝與卡拉曼人間的友善關係並未持久。1261年，卡拉曼貝伊以支持流亡到君士坦丁堡的凱考斯二世為藉口，決定和他的兩名兄弟札努爾-哈只（Zeynül-Hac）與布索茲率領兩萬名大軍，攻擊魯姆蘇丹國的首都科尼亞，不過魯姆蘇丹國在財政大臣佩瓦內的領導下，塞爾柱人與蒙古人組成聯軍成功擊敗卡拉曼貝伊的軍隊，並俘虜了卡拉曼貝伊的兩名兄弟。
當卡拉曼貝伊於1262年去世之後，他的長子穆罕默德一世貝伊繼任為新的卡拉曼侯國領袖。穆罕默德一世隨即與其他土庫曼部落展開結盟的談判事宜，並組建出一支用來反抗魯姆蘇丹國與伊兒汗國的盟軍。1276年間卡拉曼人成功擊潰幾支蒙古以及塞爾柱的軍隊。並在1277年的格克蘇河戰役（Battle of Göksu）重創了塞爾柱王朝的軍事力量。趁著塞爾柱人因戰敗而陷入一片混亂的時機，穆罕默德一世在當年的5月12日占領羅姆蘇丹國的首都科尼亞，並擁立一名偽稱是凱考斯二世之子的冒充者吉姆里登上魯姆蘇丹國的王位。然而，穆罕默德一世最終仍被塞爾柱和蒙古人的軍隊擊敗，並在1278年與他的一些兄弟們一同遭到處決。

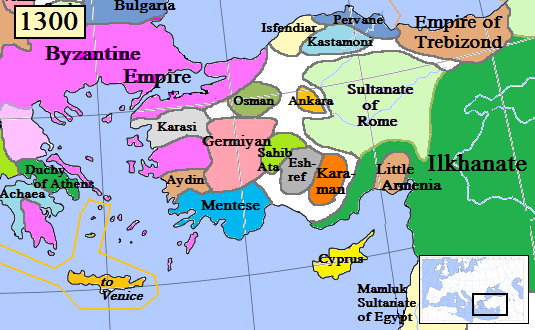
1300年卡拉曼侯國的疆域（橘色部分）

儘管遭受了這些嚴酷的打擊，但在埃及馬穆魯克王朝大力給予支持和幫助之下（尤其在拜巴尔一世統治期間），卡拉曼侯國的影響力與力量仍不斷的增強。14世紀初期，卡拉曼侯國雖曾兩度攻陷科尼亞，不過伊兒汗國的安那托利亞總督出班很快地率軍收復了這座城市，第二次則由出班的兒子帖木兒塔什再度將卡拉曼人趕出科尼亞。伊兒汗國滅亡後，卡拉曼侯國的力量更加強大，此時卡拉曼的首領是阿拉丁·阿里貝伊，他與鄂圖曼帝國蘇丹穆拉德一世的女兒奈芙莎哈屯結婚，這也是兩個王朝之間首次的重要接觸。
趁著鄂圖曼帝國將心力放於巴尔干半岛的時機，阿拉丁·阿里趁機攻佔了鄂圖曼帝國的城鎮貝伊謝希爾。不過，鄂圖曼人立刻對此做出回應，穆拉德一世隨即率軍攻打卡拉曼侯國的首都科尼亞。所幸在奈芙莎哈屯的調解下，兩國達成和解並簽訂盟約，和平一直持續到巴耶济德一世繼位後，兩國才重新點燃戰火。
雖然卡拉曼侯國在1398年遭巴耶濟德一世滅亡，不過當巴耶濟德一世在1402年的安卡拉之战中被帖木儿帝国的帖木儿擊敗並俘虜後，帖木兒將原屬卡拉曼侯國的土地還給了阿拉丁·阿里的長子穆罕默德二世貝伊。由於鄂圖曼帝國在戰敗後陷入內亂而無暇他顧，使許多原已遭鄂圖曼人佔領的安那托利亞侯國再度獨立。穆罕默德二世隨後組建了一支軍隊，攻陷並破壞了鄂圖曼帝國的舊都布尔萨。然而，穆罕默德二世不久就被鄂圖曼帝國的大維齊爾巴耶济德帕夏逮捕並送進監獄。穆罕默德二世在為自己的所作所為道歉後，獲得鄂圖曼帝國新任蘇丹穆罕默德·切萊比的原諒。
趁著穆罕默德二世被監禁在監獄中的時機，拉瑪贊奧盧·阿里貝伊（Ramazanoğlu Ali Bey）率軍攻佔原屬卡拉曼侯國的城市塔尔苏斯，雖然穆罕默德二世的兒子穆斯塔法貝伊（Mustafa Bey）奮力從埃及與大马士革的埃米爾們手中重新奪回這座城市，但在不久之後，埃及馬穆魯克王朝的蘇丹賽義夫·丁·伊納勒又再度派出大軍從卡拉曼人的手中搶走了塔爾蘇斯，馬穆魯克人在擊敗卡拉曼的軍隊後進軍至科尼亞並破壞了這座城市，穆罕默德二世也被迫從科尼亞逃離，而拉瑪贊奧盧·阿里貝伊則派兵持續追捕，並成功抓獲了穆罕默德二世，後來依據兩人達成的協議，穆罕默德二世將在他的餘生中被流放到埃及。
由於歐洲國家在1443年至1444年間針對鄂圖曼帝國再次發動瓦爾納的十字軍東征，此時的卡拉曼侯國首領易卜拉欣二世也趁機攻擊鄂圖曼轄下的安卡拉與屈塔希亞，並摧毀了這兩座城市。不過，奧斯曼帝國的蘇丹穆拉德二世在瓦尔纳战役中大敗歐洲聯軍，匈牙利王国的瓦迪斯瓦夫三世也在戰役中陣亡，挾著勝利的餘威，穆拉德二世從魯米利亞率軍返回安納托利亞。卡拉曼人立即被指控背盟等罪名，為此易卜拉欣二世不得不接受所有鄂圖曼帝國提出的屈辱性條款，此後卡拉曼人逐漸失去其國家的獨立性，並最終於1487年被鄂圖曼帝國廢止。由於卡拉曼侯國長期與鄂圖曼人敵對，為了永久解除卡拉曼人威脅，鄂圖曼帝國決定將卡拉曼的居民流散至各地，部分人被散居至安納托利亞各處，有些人則被驅逐到今天的亞塞拜然境內。而絕大部分的卡拉曼人則被帶往鄂圖曼帝國新征服的歐洲領土定居，其中一支被安置到保加利亚東北部的盧多戈里耶地區居住，另一支被遷移至現今希腊北部與保加利亞南部的克爾賈利和馬其頓一帶定居，鄂圖曼人則在前卡拉曼侯國的領地上創立卡拉曼省進行統治。

## 國旗
依猶太裔製圖師亚伯拉罕·克雷斯克斯所著的加泰隆尼亞地圖集記載（1375年出版），卡拉曼侯國的國旗繪有一顆藍色的六角星，在中世纪時期，這顆恆星在穆斯林世界中是廣受歡迎的伊斯蘭教象徵（尤其在哈乃斐派和麦兹海布派間），這顆六角星被認為是所羅門王的神聖印記所羅門之印，由於所羅門也是古兰经所記載的先知之一，因此許多安纳托利亚侯国的國旗上皆繪有這枚印記（例如詹達爾侯國），除此之外，鄂圖曼帝國時期的奧斯曼建築、硬幣與帕夏的個人旗幟（如海盜巴巴羅薩·海雷丁帕夏的旗幟）也廣泛使用所羅門之印作為裝飾。

## 軍事與經濟
根據學者沙哈比丁·奧馬爾（Şehâbeddin Ömer）所撰寫的文獻紀錄，卡拉曼侯國的軍隊包含25,000名騎兵以及25,000名撒拉森人，除此之外，卡拉曼人還擁有一些土庫曼部族的戰士可參與戰鬥。
卡拉曼的經濟收入來源，大多依靠從領地內的商業重鎮徵稅得來，例如其所控制下的城市科尼亞、卡拉曼，以及港口錫利夫凱、阿納穆爾與馬納夫加特的貿易稅收。

## 卡拉曼建築
卡拉曼侯國的統治者們修建了許多公共建築，其中的66座清真寺、8間土耳其浴場、2處商隊驛站以及3所伊斯蘭學校仍留存至今。

## 統治者列表

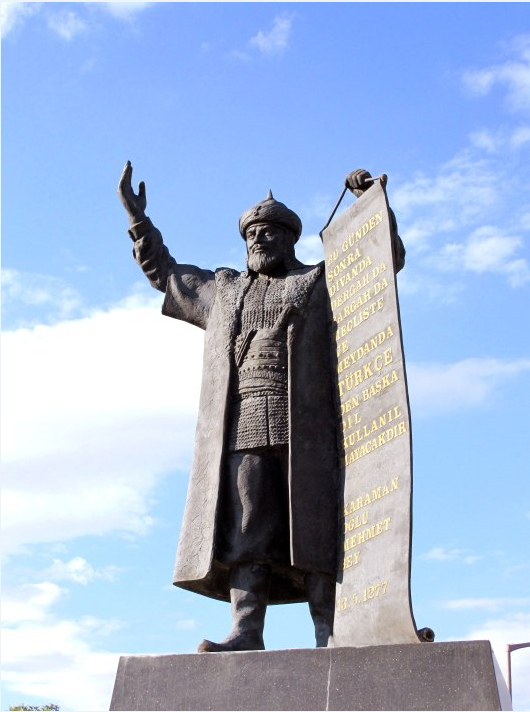
穆罕默德一世貝伊的紀念雕像

1. 努爾·蘇非貝伊（英语：Nure Sofi）（1250年－1256年，首都：埃雷利）[1]
2. 卡拉曼貝伊（英语：Kerîmeddin Karaman Bey）（1256年－1261年，首都：埃爾梅內克）
3. 穆罕默德一世貝伊（英语：Mehmet I of Karaman）（1261年－1277年，在位期間大力提倡土耳其語的使用）
4. 古納里貝伊（英语：Güneri of Karaman）（1277年－1300年）
5. 馬哈茂德貝伊（英语：Mahmut of Karaman）（1300年–1308年）
6. 雅什·汗貝伊（Yahşı Han Bey，1308年－1312年，首都：科尼亞）
7. 易卜拉欣一世（1312年－1333年，1348年－1349年）
8. 哈利勒貝伊（英语：Halil of Karaman）（1333年－1348年）
9. 艾哈邁德貝伊（英语：Ahmet of Karaman）（1349年－1350年）
10. 薩米沙丁貝伊（英语：Şemseddin of Karaman）（1350年－1351年）
11. 穆薩貝伊（英语：Musa of Karaman）（1351年－1361年，首都：穆特）
12. 蘇萊曼貝伊（英语：Süleyman of Karaman）（1361年－1357年）
13. 阿拉丁·阿里貝伊（英语：Alaattin Ali of Karaman）（1357年－1398年）
14. 穆罕默德二世貝伊（英语：Mehmet II of Karaman）（1398年－1399年，1402年－1420年，1421年－1423年）
15. 班吉·阿里貝伊（英语：Bengi Ali of Karaman）（1423年－1424年）
16. 易卜拉欣二世（1424年－1464年）
17. 伊沙克貝伊（英语：Ishak of Karaman）（1464年）
18. 皮爾·艾哈邁德貝伊（英语：Pir Ahmet of Karaman）（1464年－1469年）
19. 卡西姆貝伊（英语：Kasım of Karaman）（1469年－1483年）
20. 圖爾古特奧盧·馬哈茂德貝伊（Turgutoğlu Mahmud Bey，1483年－1487年）